# Taisuke Akiyoshi
Taisuke Akiyoshi (秋吉 泰佑?, Akiyoshi Taisuke; Kumamoto, 18 aprile 1989) è un calciatore giapponese, centrocampista del Wyvern Kariya.

## Carriera
Ha giocato nella prima divisione dei campionati singaporiano, bulgaro, bosniaco ed austriaco. Inoltre, ha giocato sette partite nella AFC Champions League.